# Giovanni Velluti
Giovanni Velluti (Roma, 20 gennaio 1949) è un pianista italiano allievo di Rodolfo Caporali e Aldo Mantia.
Trova la sua collocazione ideale nel repertorio romantico, soprattutto Fryderyk Chopin, Robert Schumann e Franz Liszt, e anche nei pezzi di colore e virtuosismo fin du siècle (Moritz Moszkowski, Carl Tausig, Adolf von Henselt, Percy Grainger, Schulz-Evler).
Ha suonato in teatri italiani ed esteri e con cantanti quali, fra gli altri, Daniela Barcellona, Andrea Bocelli, Gianfranco Cecchele, Daniela Dessì, Kristian Johansson, Carlo Lepore, Manuela Custer, Paolo Bordogna, Roberta Canzian, Stefania Bonfadelli, Manuel Zapata. 
Dal 1993 al 2007 è stato il pianista accompagnatore di riferimento di Katia Ricciarelli con cui ha effettuato tournée in Europa, Sud America, Medio oriente, Africa.
Nel 2006 ha suonato per la stagione di Rai3 Quirinale in diretta Euroradio (http://rai.it/dl/portali/site/articolo/ContentItem-e74564b4-994c-470a-a357-46836a612a9e.html) e ha poi registrato il medesimo programma con un suo commento parlato per Uninettuno.tv-la tv della conoscenza (https://www.uninettuno.tv/Video.aspx?v=356).
Nel 2009 Ha inciso il CD "The piano of the Golden Age" su un pianoforte Erard perfettamente restaurato (https://music.yandex.com/album/1617630/track/147651389).
Nel 2013 ha inciso il CD "Non solo buffo" (Ed. Bongiovanni)  con il basso Carlo Lepore con cui collabora da quasi 30 anni.
Ha due figlie.
Nel 2016 ha fondato con il tenore Alessandro Fantini l'Associazione RomeConcerts per promuovere un nuovo tipo di concerto live, per una rivisitazione in chiave attuale del concerto Accademia (Accademia musicale) di primo '800.